# パムンキー
パムンキー族（Pamunkey）とはアメリカ合衆国バージニア州に定住するアメリカインディアンの部族である。
アルゴンキン語族を話しているためアルゴンキン諸族に属する。森で狩りをしたり、トウモロコシなどの農作物を栽培したりして暮らしていた。また陶器なども造る。パムンキー族はバージニア州のタイドウォーター（Tidewate）沿岸の平野に定住していた。
タイドウォーター地区最大の部族ポウハタン族はこの地域一帯にアルゴンキン諸族のインディアン部族を支配下に治めてひとつの王国を築いていた。パムンキー族はその配下にいた。しかしバージニア植民地を築くイギリス王領植民地が1644年パムンキー族を始めとするアルゴンキン語族の王国が住むタイドウォーター地区にまで入植地を拡大し、彼らを排除しようとした。反発したアルゴンキン語族は反発し、戦闘が起こり入植側が勝利しパムンキー族を始めとするアルこのアルゴンキン諸族は壊滅状態になった。
1646年に平和条約が結ばれ、入植者側とインディアン側は平和的共存を約束した。パムンキー族は植民地時代以来の「アメリカ先住民族」としてバージニア入植地によって確認された。条約はバージニアの知事、議会および総会によっても1658年にさらに「アメリカ先住民」として確認されていた。1677年にはパムンキー族を始めとするタイドウォーター地区の部族の土地の存在のため条約も結んでいる。だが条約は破られ彼らインディアン達はかつての居住地から追いやられ、ヨーク川以北の保留地域に住むことを強要された。
現在でもバージニア州にパムンキー族が住む保留地がある。リッチモンド、ニューポートニューズなどにも暮らしている。パムンキー族の人達は1979年に部族の文化や天然資源の維持などを守るためパムンキー・インディアン博物館を造って博物館を営んでいる。